# トゥブ県
トゥブ県（トゥブけん、Төв аймаг, ᠲᠥᠪ

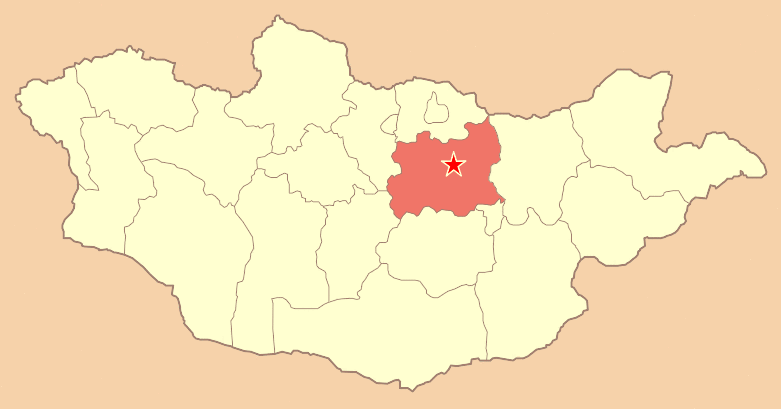
トゥブ県の位置

ᠠᠶᠢᠮᠠᠭ　転写:Töv aymag）は、モンゴル国の県（アイマク）の一つ。「中央県」の意。ウランバートル市を取り巻くが、ウランバートル市はトゥブ県から独立している。県庁所在地はゾーンモド。
首都ウランバートルからトゥブ県に行く場合は、ウランバートル市内の市場から、9人乗りのミクロや相乗りの白タクを利用する場合が多い。

## 地理
北にセレンゲ県、東にヘンティー県、南にドンドゴビ県、ウブルハンガイ県西にボルガン県と接する。
北東部にヘンティー山脈があり、トール川が流れ出す。トール川はオルホン川に合流する。

## 歴史
かつての匈奴の首都であったノイン・ウラ・クルガンの遺跡がある。

## 対外関係

### 姉妹自治体･提携自治体
- 鳥取県（日本国 中国地方）
  - 1997年（平成9年）7月25日提携[1]
- 泉佐野市（日本国 近畿地方 大阪府）
  - 2013年（平成25年）7月提携[2]

## 出身著名人
- ドグソミーン・ボドー
- 時天空慶晃
- 欧勝馬出気
- 城ノ龍康允